# 5 voor 12
5 voor 12 is een lied van de Nederlandse zanger Snelle. Het werd in 2022 als single uitgebracht en stond in 2023 als zevende track op het album Achtentwintig.

## Achtergrond
5 voor 12 is geschreven door Lars Bos, Sander de Bie, Hansen Tomas, Delano Hurulean-Ruitenbac en Arno Krabman en geproduceerd door Jimmy Huru en Arno Krabman. Het is een nummer uit het genre nederpop met effecten uit de disco. In het lied zingt de zanger over nét op tijd zijn. De zanger en zijn schrijversteam hadden het nummer al een jaar voordat het werd uitgebracht geschreven, maar het bleef een tijdje op de plank liggen voordat werd besloten om het toch op de markt te brengen. Voor het geluid van het nummer waren ze aan het experimenteren met hetzelfde geluid als veel nummers van de jaren 80. Snelle vertelde dat het "loopje" in het lied hun deed denken aan hoe nummers van de band Toto klinken. Over de tekst vertelde de rapper dat het multi-interpretabel is; men kan voor veel verschillende dingen op tijd zijn, zoals bijvoorbeeld het beginnen van een relatie. Snelle vertelde zelfs dat het nummer eigenlijk over niks gaan.
Voor de bijbehorende videoclip ging Snelle op een hike in Noorwegen. De keuze voor deze scène was dat het moest dienen als een metafoor voor op tijd komen. Snelle noemde dat men de clip moest zien als een goede reis, waarin je op het eind op het juiste moment aankomt. In twee dagen tijd hadden ze meer dan tien uur gewandeld. 
De lied werd bij uitbrengen bij radiozender Qmusic uitgeroepen tot Alarmschijf en bij radiozender Radio 538 tot 538 Favourite.

## Hitnoteringen
De artiest had succes met het lied in de Nederlandse hitlijsten. De piekpositie in de Nederlandse Top 40 was de 23e plaats in de tien weken dat het in deze hitlijst te vinden was. In de Single Top 100 piekte het op de 58e plaats van de lijst. Het stond er totaal negen weken in.